# Conrado Hernández Mas
Conrado Hernández Mas (Quart de Poblet, 1959) és un sidicalista valencià, secretari general d'UGT-PV entre el 2009 i el 2014.
Treballador de la Unió Naval, és delegat d'UGT des de 1980. Procedent del sector del metall, Hernández accedí al càrrec de Secretari General de la UGT-PV al VII Congrés Nacional Ordinari de 2009 en el qual Rafael Recuenco deixava el càrrec després de 21 anys. Renuncià al càrrec el 2014 per les dificultats econòmiques que arrossegava l'organització i el desgast de la seua gestió al capdavant, i fou substituït per Gonzalo Pino a través d'un Comité Nacional Extraordinari.